# Liste der Monuments historiques in Gonesse
Die Liste der Monuments historiques in Gonesse führt die Monuments historiques in der französischen Gemeinde Gonesse auf.

## Liste der Bauwerke

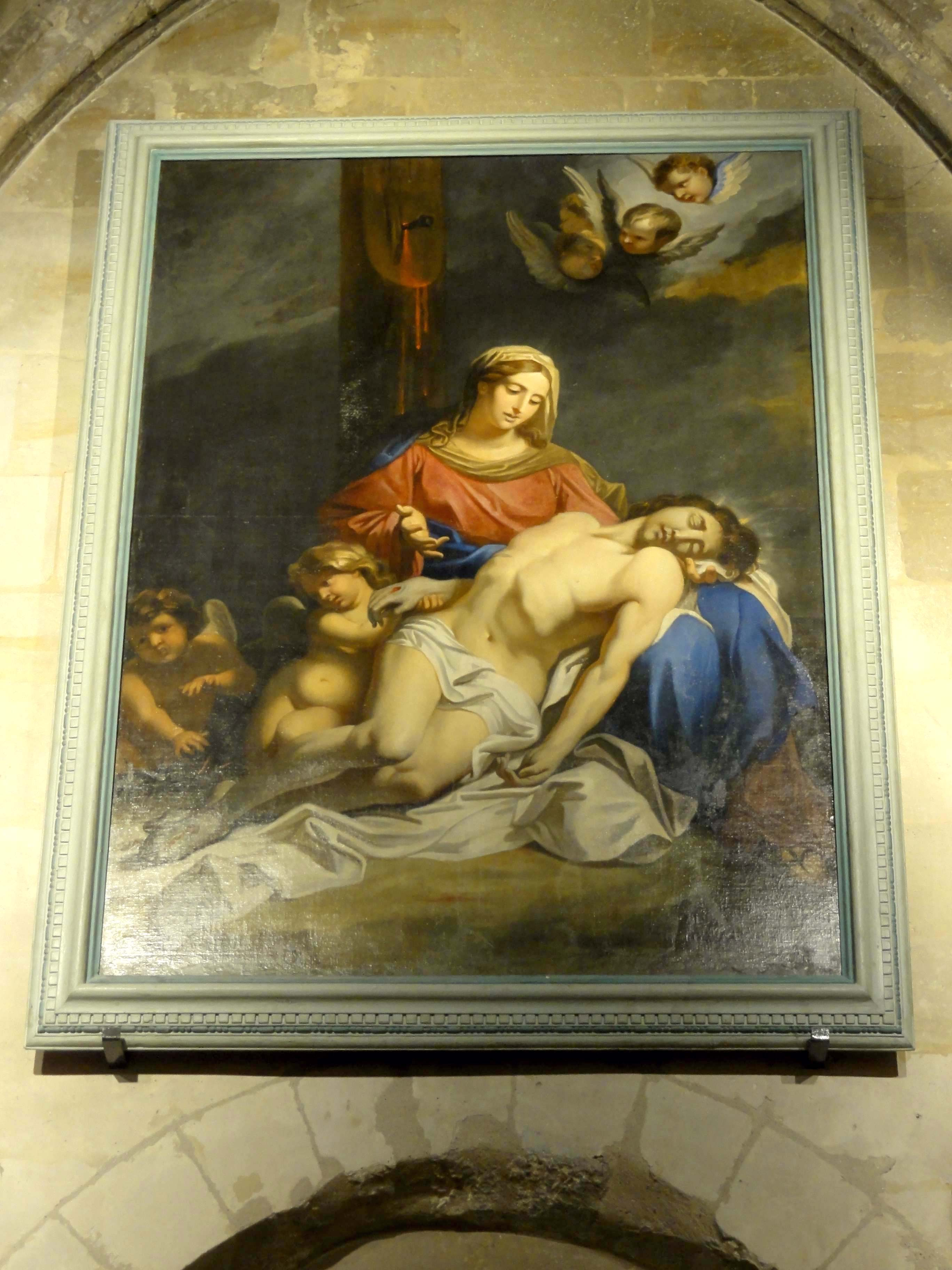
Ölgemälde Pietà (17. Jahrhundert) in der Kirche St-Pierre-St-Paul

| Bezeichnung              | Beschreibung | Standort                                | Kennzeichnung | Schutzstatus | Datum | Bild           |
| ------------------------ | ------------ | --------------------------------------- | ------------- | ------------ | ----- | -------------- |
| Kirche St-Pierre-St-Paul |              | (Lage)                                  | PA00080071    | Classé       | 1962  | weitere Bilder |
| Hôtel-Dieu               |              | Rue Bernard Février (Lage)              | PA00080072    | Inscrit      | 1937  | weitere Bilder |
| Taubenturm Garlande      |              | Rue de la Fontaine-Saint-Nicolas (Lage) | PA00080073    | Inscrit      | 1980  | weitere Bilder |
| Taubenturm Orgemont      |              | 1, rue de Paris (Lage)                  | PA00080074    | Inscrit      | 1973  |                |

## Liste der Objekte
- Monuments historiques (Objekte) in Gonesse in der Base Palissy des französischen Kultusministeriums